# 蒙塞拉拜
蒙塞拉拜（法語：Moncetz-l'Abbaye，法語發音：[mɔ̃sɛ labei]）是法国马恩省的一个市镇，位于该省东南部，属于维特里勒弗朗索瓦区。

## 地理
蒙塞拉拜（48°38'58"N, 4°39'19"E）面积6.95 平方千米，位于法国大東部大區马恩省，该省份为法国东北部内陆省份，北起阿登省，西北接埃纳省，西南接塞纳-马恩省，南至奥布省，东南接上马恩省，东临默兹省。
与蒙塞拉拜接壤的市镇（或旧市镇、城区）包括：圣雷米昂布兹蒙-圣热内和伊松、阿里尼、阿济利耶尔-讷维尔、马恩河畔克卢瓦、马恩河畔伊勒、马蒂尼库尔-贡库尔。

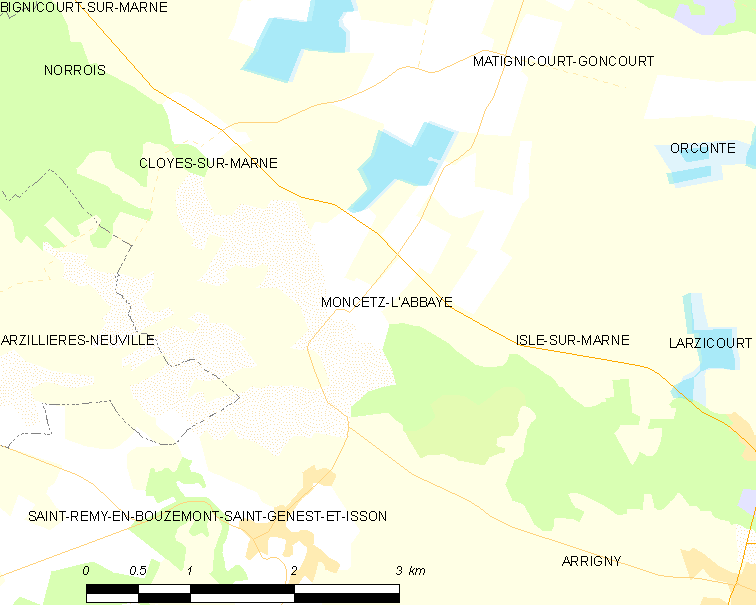
蒙塞拉拜的OSM定位图

蒙塞拉拜的时区为UTC+01:00、UTC+02:00（夏令时）。

## 行政
蒙塞拉拜的邮政编码为51290，INSEE市镇编码为51373。

## 政治
蒙塞拉拜所属的省级选区为塞迈兹莱班县。

## 人口

1962-2008年间蒙塞拉拜人口变化图示

蒙塞拉拜于2022年1月1日时的人口数量为88人。